# Elena Leszczyńska
Elena Lola Leszczyńska (ros. Елена Лещинска; ur. 14 stycznia 1981 w Jużnosachalińsku) – rosyjska aktorka filmowa mieszkająca w Polsce.
Absolwentka Wydziału Dramatycznego Sanktpetersburskiej Akademii Sztuki Teatralnej. Odtwórczyni roli Nane w filmie Mała Moskwa (reż. Waldemar Krzystek), za którą w 2009 otrzymała Polską Nagrodę Filmową w kategorii Odkrycie roku. Członkini Polskiej Akademii Filmowej i Europejskiej Akademii Filmowej.

## Filmografia

### Filmy i seriale telewizyjne
- 2007: Pitbull jako Olga (odc. 16)
- 2008: Na dobre i na złe jako Ola
- 2008: Mała Moskwa jako Nane
- 2009: Plebania jako Swietłana Kalinina-Kokoszka
- 2009: Londyńczycy jako Elza
- 2010–2015: Barwy szczęścia jako Ludmiła Kowalczuk-Jeleń, żona Kostka
- 2010–2011, 2021: Usta usta jako Oksana
- 2011: Ludzie Chudego jako Sofiko
- 2011: Aida jako Swieta
- 2012: Hotel 52 jako prostytutka Zornica (odc. 64)
- 2014: Fotograf jako Gremina
- 2018: Trzecia połowa jako Ałła (odc. 13)
- 2018: Plan B jako kobieta w kawiarni
- 2018: M jak miłość jako Oksana (odc. 1369)
- 2018: W rytmie serca jako Nadia, uchodźczyni z Dagestanu (odc. 27)
- 2018: Zabawa, zabawa jako terapeutka Tamara

### Dubbing
- 2007–2009: Szpiegowska rodzinka jako Talia Bannon

### Tłumaczenie
- 2020: Psy 3. W imię zasad – tłumaczenie język rosyjski

## Nagrody
- Polska Nagroda Filmowa – Orły 2009 w kategorii Odkrycie Roku za rolę w filmie Mała Moskwa.